# Округ Блант (Алабама)
Округ Блант (енгл. Blount County) је округ у америчкој савезној држави Алабама. По попису из 2010. године број становника је 57.322. Седиште округа је град Онионта.

## Демографија
Према попису становништва из 2010. у округу је живело 57.322 становника, што је 6.298 (12,3%) становника више него 2000. године.
| Група             | 2000.          | 2010.          |
| Белци             | 46.999 (92,1%) | 50.952 (88,9%) |
| Афроамериканци    | 606 (1,2%)     | 761 (1,3%)     |
| Азијати           | 71 (0,1%)      | 117 (0,2%)     |
| Хиспаноамериканци | 2.718 (5,3%)   | 4.626 (8,1%)   |
| Укупно            | 51.024         | 57.322         |